# StuGo
A StuGo 2025-ben indult amerikai 2D-s számítógépes animációs vígjátéksorozat, amelyet Ryan Gillis alkotott és Sunin Hall rendezett.
Amerikában 2025. január 11-én, míg Magyarországon 2025. május 12-én a Disney Channel mutatta be.

## Ismertető
Hat tehetséges általános iskolás diákot meghívnak egy titokzatos, távoli karibi szigetre, amit egy tudományos nyári tábornak hisznek. Hamarosan azonban rájönnek, hogy a tábor csak álca, amit Dr. Lullah, egy őrült tudós talált ki, aki a szigeten él. Mivel három hónapig nem tudnak távozni, a gyerekeknek meg kell tanulniuk eligazodni a sziget fantasztikus és veszélyes növény- és állatvilágában, melyek nagy részét maga Dr. Lullah hozta létre.

## Szereplők

### Főszereplők
| Szereplő       | Eredeti hang       | Magyar hang         | Leírás |
| -------------- | ------------------ | ------------------- | --- |
| Pliny          | Tania Gunadi       | Hegedűs Johanna     | Indonéz–amerikai, vidám, kreatív, leleményes, szenvedélyes, idealista és találékony lány. |
| Merian         | Zosia Mamet        | Dajka Bíbor Csillag | Feszült, óvatos és szorongó, ugyanakkor intelligens maximalista lány, két tengerbiológus lánya. |
| Francis        | Gabourey Sidibe    | Koch-Bulla Zelda    | Afroamerikai, nyugodt, higgadt és megfontolt különc lány mély hanggal. |
| Larry          | Charlyne Yi        | Plesznivy Álmos     | Tajvani–amerikai lelkes, meggondolatlan, bohókás és derűlátó fiú, aki rajong a rovarokért és a kalandokért. |
| Chip Munkáskéz | Zach Reino         | Kelemen Noel        | Stréber fiú, aki bár fizikailag gyenge, szellemileg kiemelkedő, és magát rendkívül férfiasnak és magabiztosnak tartja – gyakran túlzottan is. |
| Sara           | Deborah Baker Jr.  | Vári Dóra           | Duci, stréber és makacs lány, aki nem riad vissza az erő alkalmazásától. |
| Sarah          | Deborah Baker Jr.  |                     | Sara ikertestvére, akit titokban csempészett be Dr. Lullah szigetére az érkezésekor. |
| Dr. Lullah     | Lorraine Toussaint | Kocsis Mariann      | Gőgös, távolságtartó, tekintélyellenes, egoista és intelligens trinidadi-tobagói őrült tudós, aki becsapta a gyerekeket, hogy a „tudományos nyári tábor” leple alatt a saját munkáját végezzék el helyette. Bár többnyire lenézően viselkedik velük, titokban tiszteli a tehetségüket és elismeri, hogy valóban különleges képességekkel bírnak. |
| Okay úr        | Jake Green         | Törköly Levente     | Mutáns skót terrier, Dr. Lullah hűséges asszisztense |

### Mellékszereplők
| Szereplő      | Eredeti hang             | Magyar hang      | Leírás                                                    |
| ------------- | ------------------------ | ---------------- | --------------------------------------------------------- |
| Glen Chompers | Jake Green               | Hám Bertalan     | Mutáns fehér cápa.                                        |
| Chicho        | Ryan Gillis              | Patkós Márton    | Mutáns aligátor.                                          |
| Egér          | Ryan Gillis              | Fehérváry Márton | Mutáns egér nagy izmokkal.                                |
| Teknős        | Ryan Gillis              | Bor László       | Mutáns teknős.                                            |
| Sunil         | Sunil Hall               | Papucsek Vilmos  | Teherhajó kapitány, aki kapcsolatban áll Dr. Lullah-val.  |
| Narrátor Hal  | David Sebastian Williams | Pál Tamás        | Metafikcionális mutáns hal, aki különféle dolgokról mesél |
| Kígyó         | Fred Tatasciore          | Szrna Krisztián  | Mutáns kígyó.                                             |

### Magyar változat
- Bemondó: Schmidt Andrea
- Magyar szöveg: Dame Nikolett
- Dalszöveg és zenei rendező: Weichinger Kálmán
- Hangmérnők: Salgai Róbert
- Vágó: Baltazár Boldizsár
- Gyártásvezető: Kablay Luca
- Szinkronredező: Molnár Ilona
- Produkciós vezető: Szentes Nikolett

A szinkront az Iyuno Hungary készítette.

## Epizódok
| #   | #   | Eredeti cím                                              | Magyar cím                 | Rendező                       | Író                            | Eredeti premier                                            | Magyar premier       |
| --- | --- | -------------------------------------------------------- | -------------------------- | ----------------------------- | ------------------------------ | ---------------------------------------------------------- | -------------------- |
| 1.  | 1.  | Legitimate Summer Camp                                   | Létező nyári tábor         | Erica Jones és Steve Wolfhard | Ryan Gillis                    | 2025. január 11.                                           | 2025. május 12.      |
| 1.  | 1.  | Dog Eat Dog                                              | Mutáns embernek farkasa    | Ryan Gillis                   | Ryan Gillis                    | 2025. január 1. (bepillantás) 2025. január 11. (hivatalos) | 2025. május 12.      |
| 2.  | 2.  | The Nannytee                                             | A dadantin                 | Hannah Ayoubi                 | Liz Hara                       | 2025. január 11.                                           | 2025. május 13.      |
| 2.  | 2.  | Noodle It (A Little Bit)                                 | Túlhalászás                | Hannah Ayoubi                 | Jon Millstein                  | 2025. január 11.                                           | 2025. május 13.      |
| 3.  | 3.  | Diorama Drama                                            | Dióráma dráma              | Erica Jones                   | Jon Millstein                  | 2025. január 19.                                           | 2025. május 14.      |
| 3.  | 3.  | Goat Racket                                              | Kecskevédelmi-bab          | Hannah Ayoubi                 | Amalia Levari                  | 2025. január 19.                                           | 2025. május 14.      |
| 4.  | 4.  | Breakfast at Chippany's                                  | Bajnokok reggelije         | Erica Jones                   | Jon Millstein                  | 2025. január 19.                                           | 2025. május 15.      |
| 4.  | 4.  | Birdyguard                                               | Test-csőr                  | Steve Wolfhard                | Janice Chun és Sunil Hall      | 2025. január 19.                                           | 2025. május 15.      |
| 5.  | 5.  | No Manhands Is an Island                                 | Egy munkáskéz sem sziget   | Steve Wolfhard                | Ben Crouse                     | 2025. január 26.                                           | 2025. május 16.      |
| 5.  | 5.  | Sister Swim                                              | Tesótánc                   | Hannah Ayoubi                 | Ben Crouse                     | 2025. január 26.                                           | 2025. május 16.      |
| 6.  | 6.  | Moon Moon                                                | Holdvillantás              | Hannah Ayoubi                 | Jon Millstein                  | 2025. január 26.                                           | 2025. május 19.      |
| 6.  | 6.  | Mailbog                                                  | Láplevél                   | Erica Jones                   | Amalia Levari                  | 2025. január 26.                                           | 2025. május 19.      |
| 7.  | 7.  | Finders Kelpers                                          | Aki kapja, marja           | Hannah Ayoubi                 | Amalia Levari és Jessica Combs | 2025. február 2.                                           | 2025. május 20.      |
| 7.  | 7.  | Truck Everlasting                                        | Autós románc               | Erica Jones                   | Ben Crouse                     | 2025. február 2.                                           | 2025. május 20.      |
| 8.  | 8.  | Alpha Betta Chip                                         | Alfa Betta Chip            | Steve Wolfhard                | Liz Hara                       | 2025. február 9.                                           | 2025. május 21.      |
| 8.  | 8.  | The Bomb Swapper                                         | A bombacserélő             | Hannah Ayoubi                 | Greg Miller                    | 2025. február 9.                                           | 2025. május 21.      |
| 9.  | 9.  | The Wolf of Jealousy                                     | Az irigység farkasa        | Hannah Ayoubi                 | Jon Millstein                  | 2025. február 16.                                          | 2025. május 22.      |
| 9.  | 9.  | Stench Mensch                                            | Büdös Mensch               | Steve Wolfhard                | Ryan Gillis és Amalia Levari   | 2025. február 16.                                          | 2025. május 22.      |
| 10. | 10. | Francis Wants to Be Alone                                | Francis egyedül akar lenni | Erica Jones                   | Jamie Loftus                   | 2025. február 23.                                          | 2025. május 23.      |
| 10. | 10. | The Sash                                                 | A szalag                   | Erica Jones                   | Ben Crouse és Amalia Levari    | 2025. február 23.                                          | 2025. május 23.      |
| 11. | 11. | Deep Trent                                               |                            | Steve Wolfhard                | Colleen Evanson és Sunil Hall  | 2025. március 1.                                           | 2025. szeptember 22. |
| 11. | 11. | Disaster Play                                            |                            | Hannah Ayoubi                 | Liz Hara                       | 2025. március 1.                                           | 2025. szeptember 22. |
| 12. | 12. | Shapesister                                              |                            | Erica Jones                   | Jon Millstein                  | 2025. március 8.                                           | 2025. szeptember 23. |
| 12. | 12. | Lullah's Game                                            |                            | Steve Wolfhard                | Liz Hara                       | 2025. március 8.                                           | 2025. szeptember 23. |
| 13. | 13. | Night Mutants                                            |                            | Hannah Ayoubi                 | Dominique Gélin                | 2025. március 15.                                          | 2025. szeptember 24. |
| 13. | 13. | Chunk Beastknuckles                                      |                            | Erica Jones                   | Ben Crouse                     | 2025. március 15.                                          | 2025. szeptember 24. |
| 14. | 14. | The Leg Farm                                             |                            | Steve Wolfhard                | Meredith Kecskemety            | 2025. március 22.                                          | 2025. szeptember 25. |
| 14. | 14. | Unquenchable Thurst                                      |                            | Steve Wolfhard                | Matt Chapman és Ryan Gillis    | 2025. március 22.                                          | 2025. szeptember 25. |
| 15. | 15. | Plantcis                                                 |                            | Erica Jones                   | Liz Hara                       | 2025. március 29.                                          | 2025. szeptember 26. |
| 15. | 15. | Big Ol' Heads Egg Salad Venture                          |                            | Hannah Ayoubi                 | Ben Crouse                     | 2025. március 29.                                          | 2025. szeptember 26. |
| 16. | 16. | PANTelevision                                            |                            | Hannah Ayoubi                 | Ben Crouse                     | 2025. április 5.                                           | 2025. szeptember 29. |
| 16. | 16. | Infinity Braid                                           |                            | Erica Jones                   | Sunil Hall és Jon Millstein    | 2025. április 5.                                           | 2025. szeptember 29. |
| 17. | 17. | Primate Fear                                             |                            | Steve Wolfhard                | Liz Hara                       | 2025. április 12.                                          | 2025. szeptember 30. |
| 17. | 17. | Francis' Last Straw                                      |                            | Hannah Ayoubi                 | Ben Crouse                     | 2025. április 12.                                          | 2025. szeptember 30. |
| 18. | 18. | Phishin' Chip                                            |                            | Steve Wolfhard                | Sunil Hall                     | 2025. április 19.                                          |                      |
| 18. | 18. | Shell-Shock!                                             |                            | Erica Jones                   | Jamie Loftus                   | 2025. április 19.                                          |                      |
| 19. | 19. | Elephant Triumvirate Book 6: Trunkumvirate Triumphaphant |                            | Hannah Ayoubi                 | Jon Millstein                  | 2025. április 26.                                          |                      |
| 19. | 19. | Z.O.R.B.Z. (Zorbular Orb Rorb Borb Zorbs)                |                            | Hannah Ayoubi                 | Ben Crouse                     | 2025. április 26.                                          |                      |
| 20. | 20. | Pea-Brained Mutant Crystal Nuptials                      |                            | Steve Wolfhard                | Ben Crouse és Sunil Hall       | 2025. május 3.                                             |                      |
| 20. | 20. | S.T.U.G.O.                                               |                            | Erica Jones                   | Ryan Gillis                    | 2025. május 3.                                             |                      |

### Rövidfilmek
| #  | Eredeti cím                   | Magyar cím | Eredeti premier  | Magyar premier      |
| -- | ----------------------------- | ---------- | ---------------- | ------------------- |
| 1. | Pliny's Playful Mutants       |            | 2025. július 24. | 2025. augusztus 25. |
| 2. | Chip's Portal Problem         |            | 2025. július 25. | 2025. szeptember 1. |
| 3. | Hi Grandma, It's Not Francis  |            | 2025. július 26. | 2025. augusztus 29. |
| 4. | Don't Wormy, Be Larry         |            | 2025. július 27. | 2025. augusztus 27. |
| 5. | The Snitch Report with Merian |            | 2025. július 28. | 2025. augusztus 26. |
| 6. | Sara's Sick Rover Stunt       |            | 2025. július 29. | 2025. augusztus 28. |

## A sorozat készítése
2019-ben Ryan Gillis bemutatta a Disney Television Animation stúdiónak egy sorozat ötletét, amelyet az inspirált, amikor főiskolásként egy külföldi tanulmányúton vett részt – ahol az órákon kívül teljes szabadságot kaptak arra, hogy azt csináljanak, amit csak akarnak. A sorozat 2022-ben kapta meg a zöld utat, a gyártás pedig 2023-ban kezdődött meg. Gillis a StuGo címet választotta, miután rákeresett a Google-ben, és úgy érezte, hogy tökéletesen illik a sorozat témájához.
A StuGo hivatalosan 2023. június 13-án került bejelentésre. A sorozatot a Titmouse, Inc. gyártja, a rendezők Hannah Ayoubi, Erica Jones és Steve Wolfhard. Gillis vezető producerként dolgozik a sorozaton Hall társaságában, míg Craig Lewis a vezető történetszerkesztői szerepet tölti be.